# Conistra eos
Conistra eos là một loài bướm đêm trong họ Noctuidae.